# Cedar Key
Cedar Key város az USA Florida államában, Levy megyében. Lakosainak száma 687 fő (2020. április 1.).

## Népesség
A település népességének változása:

| 2010 | 702 |
| 2020 | 687 |